# Linsenraum
Linsenräume sind geometrische Gebilde, die in der Mathematik vor allem in der 3-dimensionalen Topologie vorkommen. Sie sind die einfachste Klasse 3-dimensionaler geschlossener Mannigfaltigkeiten. Erstmals beschrieb sie 1908 Heinrich Tietze. Mit den von Tietze eingeführten Linsenräumen gelang es James Waddell Alexander 1919, eine Vermutung von Henri Poincaré zu widerlegen, da sie Beispiele für nicht-homöomorphe Räume mit gleicher Fundamentalgruppe liefern. Weiterhin waren Linsenräume die ersten Beispiele homotopieäquivalenter, aber nicht homöomorpher Mannigfaltigkeiten: Kurt Reidemeister entwickelte 1935 die später nach ihm benannte Reidemeister-Torsion, um den Homöomorphietyp von Linsenräumen zu unterscheiden.

## Definition
Seien {\displaystyle m,l_{j}} für {\displaystyle j=1,\ldots ,d} natürliche Zahlen, so dass {\displaystyle ggT(l_{j},m)=1} für alle {\displaystyle j}. Der Linsenraum {\displaystyle L(m;l_{1},\ldots ,l_{d})}
ist definiert als der Bahnenraum der durch die Formel
{\displaystyle \mathbb {Z} /m\mathbb {Z} \times S^{2d-1}\to S^{2d-1}}
{\displaystyle (k,(z_{1},\ldots ,z_{d}))\mapsto (z_{1}\cdot e^{2\pi ikl_{1}/m},\ldots ,z_{d}\cdot e^{2\pi ikl_{d}/m})}
gegebenen freien Wirkung der zyklischen Gruppe {\displaystyle \mathbb {Z} /m\mathbb {Z} } auf der Einheitssphäre {\displaystyle S^{2d-1}\subset \mathbb {C} ^{d}}.

## Invarianten
Die Fundamentalgruppe des Linsenraums {\displaystyle L(m;l_{1},\ldots ,l_{d})} ist {\displaystyle \mathbb {Z} /m\mathbb {Z} } unabhängig von {\displaystyle l_{1},\ldots ,l_{d}}.
Die Homologiegruppen berechnen sich wie folgt:
{\displaystyle H_{0}(L)=\mathbb {Z} ,H_{2d-1}(L)=\mathbb {Z} ,H_{2i-1}(L)=\mathbb {Z} /m\mathbb {Z} } für {\displaystyle 1\leq i\leq d-1}, {\displaystyle H_{i}(L)=0} für alle anderen {\displaystyle i}.

## Klassifikation
Weil die Fundamentalgruppe des Linsenraums {\displaystyle \mathbb {Z} /m\mathbb {Z} } ist, können zwei Linsenräume nur dann homotopieäquivalent sein, wenn die Zahl {\displaystyle m} übereinstimmt.
Die Linsenräume {\displaystyle L(m;l_{1},\ldots ,l_{d})} und
{\displaystyle L(m;l_{1}^{\prime },\ldots ,l_{d}^{\prime })} sind
- homotopieäquivalent genau dann, wenn
 {\displaystyle l_{1}\ldots l_{d}\equiv \pm n^{d}l_{1}^{\prime }\ldots l_{d}^{\prime }{\pmod {m}}}
 für ein {\displaystyle n\in \mathbb {N} }.[4]
- homöomorph genau dann, wenn es eine Permutation {\displaystyle \sigma } und ein {\displaystyle n\in \mathbb {N} } gibt, so dass
 {\displaystyle l_{j}\equiv \pm nl_{\sigma (j)}{\pmod {m}}} für {\displaystyle j=1,\ldots ,d}.[5][6]

## 3-dimensionale Linsenräume
3-dimensionale Linsenräume sind die einzigen 3-Mannigfaltigkeiten, die eine Heegaard-Zerlegung vom Geschlecht {\displaystyle 1} besitzen.
Sie sind sphärische 3-Mannigfaltigkeiten: ihre universelle Überlagerung ist die 3-Sphäre. Insbesondere tragen sie eine Riemannsche Metrik konstanter positiver Schnittkrümmung.